# Рубелит
Рубелит (от латински rubella – червен) е скъпоценен камък, разновидност на турмалина. Апирит и елбаит са другите имена на рубелита и неговите разновидности. Минералът има стъклен блясък с оцветяване в розово и малиново. Мадагаскар, Шри Ланка и Русия са считани за основни находища на рубелит.